# Emil Friede

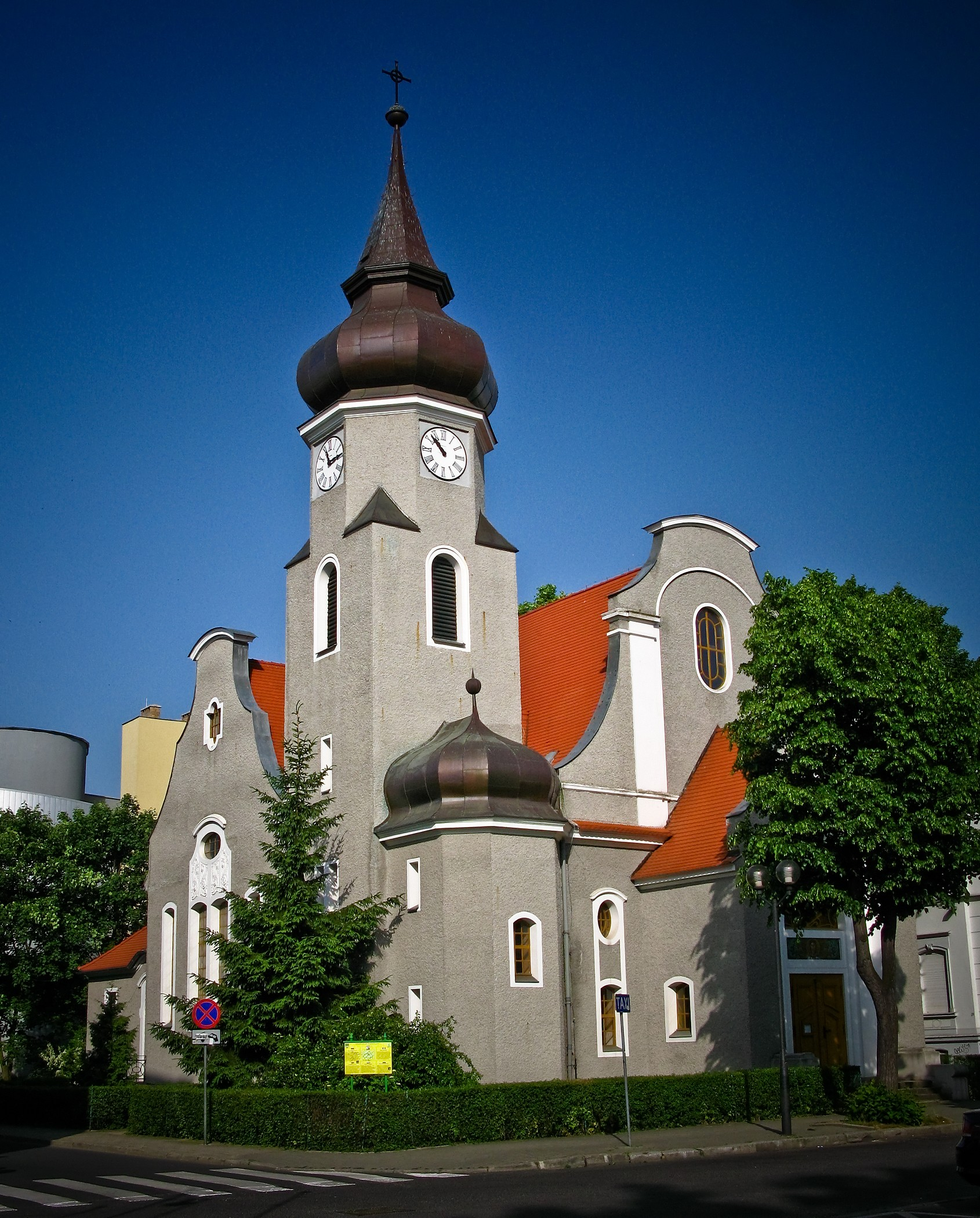
Jesuskirche in Grünberg

Emil Friede (* 23. Mai 1857 in Einbeck; † 9. Mai 1947 ebenda) war ein deutscher Architekt und preußischer Baubeamter.
Nach dem Besuch der Höheren Bürgerschule in Einbeck und nachfolgend der Realschule in Goslar studierte Friede von 1877 bis 1883 Architektur an der Technischen Hochschule Hannover bei Conrad Wilhelm Hase. Anschließend arbeitete er als Regierungsbauführer (Referendar in der öffentlichen Bauverwaltung) in Elberfeld, Hagen und Berlin. 1887 wurde er nach dem bestandenen zweiten Staatsexamen zum Regierungsbaumeister (Assessor in der öffentlichen Bauverwaltung) ernannt. 1898 wurde als Kreisbauinspektor nach Grünberg in Schlesien versetzt, wo er 1909–1911 die evangelische Jesuskirche baute. In Glogau errichtete er das Königliche Hauptsteueramt sowie das Königliche Evangelische Gymnasium. Mit Erreichen der neu eingeführten Altersgrenze verließ er 1922 den Staatsdienst und kehrte nach Einbeck zurück, wo er die Stelle eines Stadtbaumeisters übernahm. Friede war Mitglied der Bauhütte zum weißen Blatt und des Architekten- und Ingenieur-Vereins Hannover.